# Comitas peelae
Comitas peelae é uma espécie de gastrópode do gênero Comitas, pertencente a família Pseudomelatomidae.